# Liphistius niphanae
Liphistius niphanae är en spindelart som beskrevs av Ono 1988. Liphistius niphanae ingår i släktet Liphistius och familjen ledspindlar.
Artens utbredningsområde är Thailand. Inga underarter finns listade i Catalogue of Life.